# Rhodi(III) perhenat
Rhođi(III) perhenat là một hợp chất hóa học vô cơ có công thức Rh(ReO4)3. Hợp chất này tồn tại dưới dạng tinh thể màu cam hút ẩm mạnh, dễ hòa tan trong nước.

## Lịch sử
Trước đây, các muối perhenat của kim loại thuộc nhóm platin chưa được biết đến, mà chỉ có các muối perhenat của các kim loại thuộc họ sắt là đã được nghiên cứu. Do đó, vào tháng 4 năm 1983, Zaitseva cùng một cộng sự khác của mình đã điều chế rhođi(III) perhenat và nghiên cứu nhiều tính chất của muối này.

## Điều chế
Rhođi(III) perhenat đihydrat có thể được điều chế bằng cách cho rhođi(III) hydroxide tác dụng với axit perhenic ở điều kiện bình thường:
Rh(OH)3 + 3HReO4 → Rh(ReO4)3 + 3H2O

## Tính chất
Rhođi(III) perhenat đihydrat tồn tại dưới dạng các tinh thể màu cam hút ẩm mạnh, tan được trong nước.

### Sự phân hủy
Rhođi(III) perhenat đihydrat sẽ bắt đầu bị phân hủy tại nhiệt độ 125–154 °C (257–309 °F; 398–427 K). Dạng monohydrat được hình thành, bị phân hủy tiếp ở 320–370 °C (608–698 °F; 593–643 K). Muối khan ổn định đến 510 °C (950 °F; 783 K). Từ nhiệt độ 520 °C (968 °F; 793 K), nó sẽ bị phân hủy.

## Hợp chất khác
Rh(ReO4)3 còn tạo một số hợp chất với NH3, như Rh(ReO4)3·6NH3·2H2O là tinh thể không màu, d = 3,51 g/cm³. Cấu trúc của muối phức giống muối coban tương ứng, các hằng số mạng a = 1,00556 nm, b = 1,28165 nm, c = 1,4925 nm, các hằng số góc α = 90°, β = 102,766°, γ = 90°.